# Chery Tiggo 5x
La Chery Tiggo 5X è un'autovettura di tipo SUV appartenente al segmento C prodotta dalla cinese Chery Automobile a partire dal 2017; viene commercializzata in Sud America con il nome di Chery Tiggo 4. 

## Il contesto
La Tiggo 5X (codice progettuale T17) è un SUV compatto che è stato svelato al salone di Pechino nella primavera 2017 e le vendite in Cina sono partite dall’autunno dello stesso anno.
Si tratta della versione definita del prototipo Chery Concept Beta presentato nel 2014. All’interno della gamma Chery si posiziona tra la piccola Tiggo 3x e la più grande Tiggo 5. La vettura si basa sulla piattaforma T1X a trazione anteriore e possiede sospensioni anteriori a ruote indipendenti MacPherson e posteriori a ruote indipendenti Multilink e barra stabilizzatrice. I freni anteriori sono a disco ventilati e i posteriori a disco.

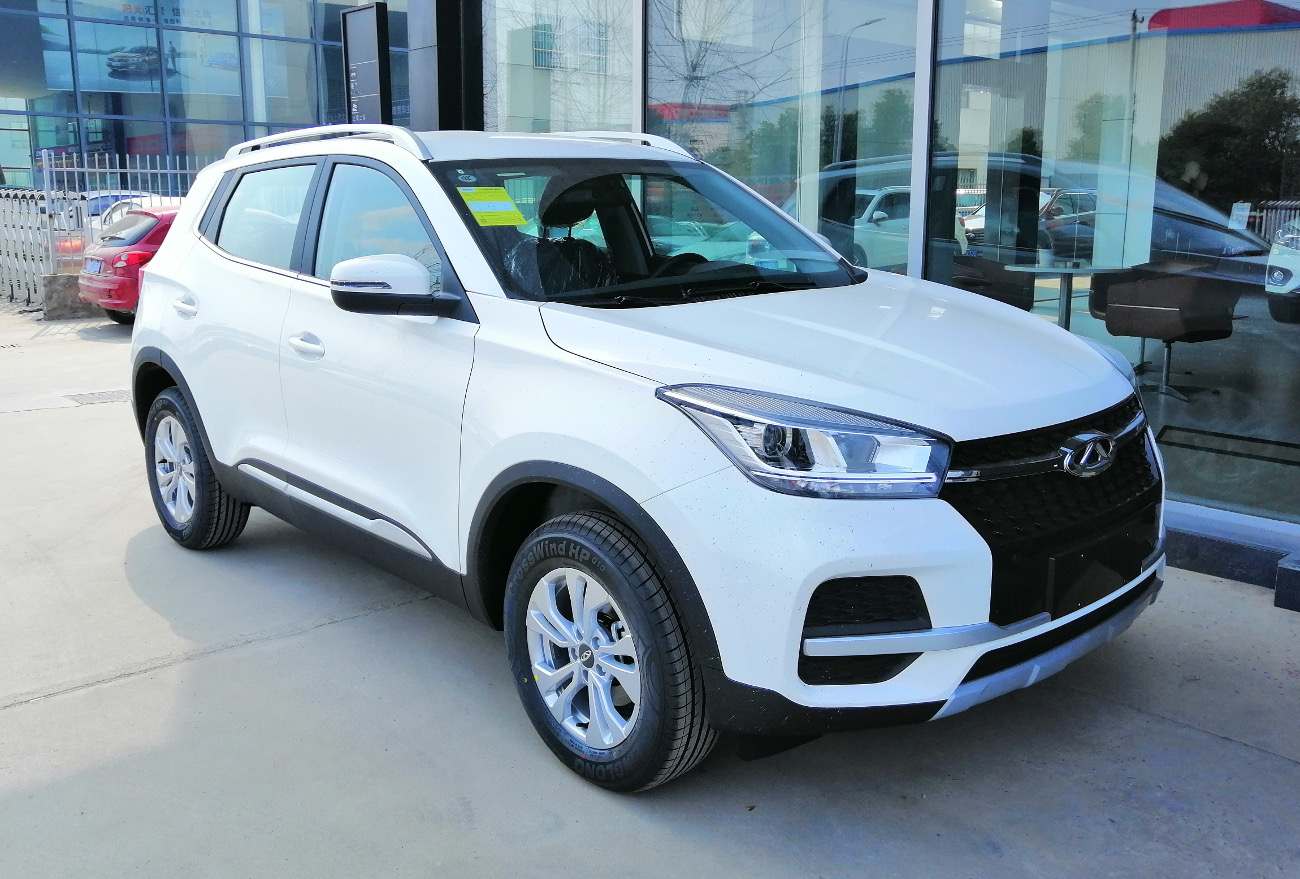
La Tiggo 5X dopo il restyling del 2019

Di serie tutti i modelli dispongono di due airbag frontali, ABS ed EBD, controllo di stabilità e di trazione. Optional gli airbag laterali e quelli a tendina oltre al sensore di monitoraggio della pressione pneumatici. La scocca è realizzata con acciai ad alta resistenza da 1600 MPa nella zona frontale e nella zona montanti A e B, e con acciai a deformazione programmata nel restante dello scheletro.
Nel 2019 viene presentato un restyling che porta al debutto un nuovo frontale simile nell’impostazione a quello della Chery Arrizo GX con una grande calandra a X in plastica nera che si estende fino ai paraurti e nuovi fanali e fendinebbia a LED anteriori. Viene introdotto all'interno un nuovo sistema multimediale touchscreen da 9 pollici con connettività Android Auto e Apple CarPlay e telecamera a 360 gradi.
Nel luglio 2020 viene presentato un secondo restyling che vede leggere modifiche estetiche con l’introduzione di una nuova calandra frontale, internamente invece viene totalmente ridisegnata la plancia che porta al debutto un nuovo quadro strumenti digitale TFT da 7 pollici e un nuovo schermo da 10.25 pollici del sistema multimediale in posizione rialzata stile tablet. Viene cambiata anche la consolle del climatizzatore ora con schermo touchscreen e due rotelle.
Nel 2022 un ulteriore restyling porta ad aggiungere il nome "plus" alla vettura aggiornata che diventa quindi Tiggo 5X Plus. Su questa versione è presente una nuova mascherina che copre il radiatore ed un nuovo sistema infotainment con touch screen multimediale da 10,25 pollici. Il tunnel a due piani e la leva del cambio sono gli stessi utilizzati sulla Tiggo 5X Superhero Edition.

## Motorizzazioni
La gamma motori al debutto era composta dal quattro cilindri benzina 1.5 Acteco 16 valvole proposto in due versioni: aspirata erogante 118 cavalli e turbo erogante 156 cavalli con iniezione diretta abbinati entrambi ad un cambio manuale a 5 rapporti o automatico Aisin a 6 rapporti nella modalità sequenziale. Successivamente viene introdotto anche un 2.0 Acteco 16 valvole aspirato da 144 cavalli abbinato ad un cambio manuale a 5 rapporti o automatico CVT.  
In Italia sono disponibili per la versione DR 5.0 e affini, il 1.5 aspirato che eroga 116 CV ed il 1.5 turbo benzina da 154cv, accoppiato ad un cambio CVT. entrambe le motorizzazioni Vengono offerte anche in versione bifuel con impianto a GPL, montato da BRC.

## Produzione e mercati
- La produzione in Cina parte nell’autunno 2017 presso lo stabilimento Chery di Wuhu.
- Nel novembre 2017 venne stretto un accordo con la Modiran Vehicle Manufacturing Company (MVM) per assemblarla e venderla in Iran. Ribattezzata MVM X55 venne lanciata nella primavera 2018 con le scocche importate dalla Cina e assemblate nello stabilimento della MVM.[7]
- In Brasile la vettura viene assemblata localmente in complete knock down dalla COAO nella fabbrica di Anápolis dalla fine del 2018 ed esportata nei principali paesi sud americani. Il motore è il 1.5 turbo in una versione flexy fuel alimentato a benzina o ad etanolo.

### Rebranding
- In Italia la vettura viene importata dalla DR Automobiles e commercializzata nelle versioni chiamate DR 4.0 e DR 5.0; i due modelli differiscono dall'originale per la calandra diversa con il logo della casa molisana posto sul lato sinistro ed altri dettagli.[8]
- In Italia dal settembre 2022 viene importata dall'Eurasia Motor Company la Kaiyi Showjet Pro, chiamata KAIYI X3 Pro per i mercati esteri (di derivazione dal Tiggo 5x), rimarchiandola EMC Wave 3.[9]